# Resolució 2006 del Consell de Seguretat de les Nacions Unides
La Resolució 2006 del Consell de Seguretat de les Nacions Unides fou adoptada per unanimitat el 14 de setembre de 2011. Després de recordar la Resolució 1966 sobre les possibles mesures per ampliar els treballs del Tribunal Penal Internacional per a Ruanda que jutja als responsables del genocidi de Ruanda, tot i reconeixent que s'aparta de l'estipulació de la durada dels càrrecs, va decidir ampliar el mandat del jutge del TPIR Hassan Bubacar Jallow, que finalitzava el 31 de desembre de 2011, per un període addicional de tres anys fins al 31 de desembre de 2014.